# سوبیهردی
سوبیهردی (به لاتین: Soběhrdy) یک منطقهٔ مسکونی در جمهوری چک است که در ناحیه بنشوو واقع شده‌است. سوبیهردی ۱۰٫۱۲ کیلومتر مربع مساحت و ۳۶۹ نفر جمعیت دارد و ۴۰۹ متر بالاتر از سطح دریا واقع شده‌است.